# جون والش (لاعب كرة قاعدة)
جون والش (بالإنجليزية: John Walsh)‏ هو لاعب كرة قاعدة أمريكي، ولد في 25 مارس 1879 في ويلكس بار في الولايات المتحدة، وتوفي في 25 أبريل 1947 في جامايكا.